# 中華民國國道收費員資遣抗爭運動
中華民國國道收費員抗爭事件是2013年12月30日起，中華民國國道全面改為計程收費後，由於原收費員認為遠通電收協助轉置方式和資遣費有所爭議，所導致的長期抗爭事件。

## 源起
- 原先中華民國國道收費是採用收費站，並以人工方式進行收費。但由於收費站分佈對於部份區域的短程必然不公平，而經過ETC多年試行後，中華民國交通部決定改為全面計程收費。2003年7月12日交通部召開招商公開說明會，歷經等標期3個月，宏碁等共七家申請人參與投標。交通部臺灣區國道高速公路局依《促進民間參與公共建設法》經甄審程序後，於2004年4月27日與遠通電收簽訂「民間參與高速公路電子收費系統建置及營運」案契約。[1]
- 國道收費員是一年一聘約聘人員，2006年開始每年合約都會強調全面電子收費後就沒有這份工作[2][1]。對於電子收費後多名收費員的轉置問題，遠通電收曾在2005年針對當時的精簡人力提出五大承諾[1]，包括工作權、薪資、褔利、工作地點等保障與轉職補償。[1]

1. 工作權保障：自精簡人員轉職之日起5年內保障其工作權。
2. 薪資保障：自精簡人員轉職至遠東集團之日起5年內，其年薪不低於轉職前1年之年薪（本薪加工作獎金）為原則。
3. 褔利保障：提供不低於《勞動基準法》規定之褔利為原則。
4. 工作地點保障：在現有工作場地之條件下，以不更動工作地區為原則。
5. 轉職補償：如因另有生涯規劃，不考慮接受轉置安排或轉職遠東集團6個月期間內，仍無法適應新工作而自願離職者，由遠通電收提供5個月本薪加工作獎金之轉職補償金等事項加以宣導。

- 配合2006年1月1日起在國道一號、國道三號各收費站實施計次電子收費，採漸進式增開電子收費車道之開放，約僱收費員1,100人中精簡125人，精簡人員於2006年1月1日離職。[1]
- 在2013年12月30日凌晨0時起，高速公路電子收費系統建正式全面實施後，942位約僱收費員，其中486人選擇支領轉職補償金，456人選擇轉置工作。選擇轉置工作456人中，截至6月10日止，已媒合成功247人，待媒合209人。[3]
- 但在全面計程收費後，遠通電收協助轉置收費員進度與方式和資遣金有部份爭議，許多前收費員成立自救會開始爭取權益。

## 觀點

### 資遣問題

#### 國道收費員的訴求
原先的國道收費員依進用方式分為兩種，一種是以「通行費」支付薪資，自2008年開始適用《勞基法》「行政機關非依公務人員法制進用人員」的部份，因此適用勞基法的部份只有後面5年，以勞退薪資折算後約為2.5月的薪資，而前面的年資則需透過勞資協商解決。另一種則是以「人事費」支付薪資，不適用勞基法，只能適用《行政院暨所屬機關約僱人員僱用辦法》中的「離職儲金」制度。而在協商過程中，交通部採用了齊頭式的平等，以不區分年資、一律7個月底薪的方式計算資遣費，這樣的方式對於年資較短、以及不適用勞基法的收費員固然有利，但是對於服務10年以上的收費員卻有失公平。此外對於當初同意此協議的10名勞方代表，自救會也認為當初遴選過程有瑕疵。

#### 高公局解釋
國道收費員分為人事費和通行費二類，人事費收費員經高公局依「交通部臺灣區國道高速公路局各收費站員工專案精簡優惠退離計畫」積極爭取後，可加發領取7個月月支報酬並已依其年資結算發給離職儲金。依勞基法規定資遣費依年資計算每滿一年發給0.5個月之平均工資，最多發給6個月，通行費收費員自民國97年(2008)始納入勞動基準法，本次精簡依勞基法最多只能發給3個月資遣費，惟為平衡與人事費收費員所支領金額一致，透過三次勞資協商決議，除可領取資遣費外並再加發至7個月月支報酬之差額。另通行費收費員於民國97年(2008)納入勞動基準法前之年資，已結算並發給離職儲金或已提撥勞退基金，故無所謂年資長短所領取之資遣費均相同之情事。因此，不論人事費或通行費收費員，高公局均依現行法令規定發給相關離職給與。 

### 轉置問題
2014年5月27日，自救會提出工人版「國道收費員安置計畫書」。建議由交通部所屬部門、事業單位、控股公司等開發職缺，聘僱前收費員；費用由遠通電收違約罰款等，予以支付。高公局研議後表示，經邀集相關機關、專家學者及法界人士開會研討，從法律、政府組織、經濟、技術、社會等各方面分析、探討後，均表示此作法不具可行性。

#### 自救會的說法
遠通未依照時程、學經歷限制、面試遭刁難、薪資爭議、工作地點爭議，或是間接被迫改為接受轉職補償金等問題。

#### 高公局的說法
收費員因為計程收費須進行工作轉置，雖收費員是屬政府一年一僱之僱用人員，僱用契約中並已應明訂ETC計程收費後即終止僱用，其終止僱用即應自行覓職，政府並無安置義務。但基於同理心的立場，政府一直以來均全力協助收費員轉置工作。例如收費員訴求遠通公司職缺之工作地區地點不一，高公局即責由遠通公司依縣/市別提供工作機會；再如收費員認為部分職缺學經歷限制門檻高，高公局即要求遠通公司開發並提供無學經歷門檻職缺；此外收費員對國道相關工作較感興趣，經高公局要求遠通開發國道相關職缺，遠通公司即與國道服務區營運廠商協議與合作，提供服務區職缺。依據法律顧問之初步研究，若收費員消極抵制不參加媒合，反而屬不可歸責遠通公司之事項，而可能無法依契約對遠通處以違約罰則。即使屬遠通公司之因素7月1日未完成收費員轉置工作，而對遠通公司依約處罰，收費員轉置工作仍為遠通公司需完成之契約責任。對於全體收費人員，無論是選擇工作轉置或支領轉職補償金者，都會持續關懷，如遭不公平對待或惡意解僱等情事，除循現職服務機關管理及申訴制度辦理外，亦可向當地縣市政府勞工主管機關申訴。

#### 遠通電收回應
遠通電收盡全力為收費員轉置工作，根據高公局提供之收費員轉置志願調查表，依照收費員找職或領補償金的意願進行後續相關作業。針對有意找職的收費員，遠通電收則依其專長、工作方便性，和居住區域性，接續做履歷表投遞和工作媒合的程序，對於不願出面接受媒合的524位收費員，遠通電收截至今年（2015）5月，提供每人一份離住家30公里內不須面試、直接就職的工作，並承諾，收費員薪資自轉職日起5年內，其年薪不會低於轉職前一年之年薪，因此轉職後5年內，其新職的薪資和任職收費員時的薪資差異，每月差額將由遠通電收補足至約34K到39K，而對於不願適「收費員轉職補助作業計畫」的收費員，遠通公司仍將提供五個月本薪加工作獎金的轉職補償金，惟需扣除任職期間已經由高公局撥付的收入補助金額。
總計精簡944名收費員，經志願調查，有524人選擇領取5個月轉職補償金、420人選擇轉職。截至今年（2015）5月4日為止，選擇轉職的420名收費員中，有171人媒合成功，另有249位收費員或因要求由國家安置、或因沒有配合轉職作業或因要求不輪班不負擔業績壓力等個人因素而尚未完成轉職。

## 事件演進

### 2010年之前
- 2004年12月24日，遠東聯盟入圍「民間參與高速公路電子收費系統建置及營運」案第一階段甄審名單。
- 2004年2月26日，遠東聯盟取得「民間參與高速公路電子收費系統建置及營運」案最優申請人資格。
- 2004年4月7日，遠東電子收費股份有限公司成立。
- 2004年4月27日，交通部與遠東電收簽訂「民間參與高速公路電子收費系統建置及營運」案契約。[1]
- 2005年1月6日，遠東電收正式更名為遠通電收。
- 2006年1月1日，國道一號、三號各收費站，配合增開電子收費車道，約僱收費員1,100人中精簡125人。[1]
- 2006年1月16日，ETC試辦計畫。
- 2006年2月10日，ETC全面開通。
- 2006年2月24日，台北高等行政法院94年訴字752號判決，撤銷遠通電收最優申請人資格。
- 2006年3月16日，台北地檢署正式起訴涉嫌收受遠東聯盟旗下精業公司賄款的前交通部長林陵三機要秘書宋乃午，最後判處有期徒刑12年確定。
- 2006年8月3日，最高行政法院判決，ETC重回第二階段甄審。
- 2007年4月14日，高公局宣布遠通電收為重回第二階段甄審最優申請人，開始進行議約。
- 2007年8月22日，遠通電收與高速公路局完成ETC合約簽訂儀式。

### 2010年之後
- 2013年8月17日，竹田收費站鄭姓收費員被發現在車內燒炭自殺身亡，被認為與即將面臨失業有關[12]。
- 2013年9月2日，立委蔡其昌召開記者會，爆料遠通電收在協助轉置收費員上違反契約，只幫忙投遞履歷[13]。
- 2013年10月21日，10名勞工代表與交通部就資遣費問題進行勞資協調。
- 2014年1月3日，5百多名前國道收費員至交通部陳情，之後又遊行前往總統府陳情[14]。
- 2014年1月13日，6名民進黨籍立委與多名國道收費員共同召開記者會，控訴遠通電收未依契約轉置國道收費員[15]。
- 2014年1月25日，國道收費員自救會與eTag復仇者聯盟、全國關廠工人連線等組織，針對國道全面計費後遠通電收的各種爭議問題，到交通部及凱道遊行[16]
- 2014年3月11日，5百多名前國道收費員至交通部抗議，要求重啟勞資協商。
- 2014年4月1日，國道收費員自救會與交通部、高公局進行協商會議，由勞動部主持。
- 2014年4月22日，百名前國道收費員前往交通部參與協調會，但因為交通部所選的會議室無法容納所有代表，引發不滿。自救會衝進並佔領交通部大廳。經國民黨立委陳學聖居中協調後，自救會與高公局改於餐廳進行協商會議。下午，自救會到中正紀念堂站、台北車站及重慶南路交流道遊行、發傳單，並預告往後可能發動更強烈的抗爭行動[17]。
- 2014年5月6日，自救會再次到交通部抗議[18]
- 2014年6月8日起，自救會開始在交通前為期一週的「藍光行動，開戰國道」抗議行動，夜宿交通部前。9日前往監察院陳情，10日至遠傳門市抗議。11日一度與警方爆發衝突，衝過警方封鎖線進入交通部大門，但隨後退出。12日前往交通部長葉匡時住家外欲陳情，但並未成功。[19][20]
- 2014年6月13日，自救會約500人，搭乘遊覽車到達林口交流道後下車靜坐，並宣稱不排除走上國道主線，高公局因此縮減車道進行交通管制，封鎖部份交流道出入口，並增派警力築成人牆，下午3點多高公局長陳彥伯到抗議現場與自救會會面，並提出3項允諾，包括1.高公局提供收費員轉職後的薪資保證，2.若收費員轉職後遇到不公平待遇，高公局成立委員會處理3.月底前交通部長葉匡時將與自救會代表單獨會面。隨後自救會成員向國道用路人道歉和道謝，並逐漸搭遊覽車離開國道[21]。
- 2014年7月3日，高公局檢核遠通電收提出的收費員轉置，認為有五大缺失，若於7月17日前未改善，可按日罰新臺幣50萬元[22]。7月21日，高公局二度檢核結果出爐，再度認定遠通仍有小缺失，並給予一週違約改善期，要求遠通必須在7月28日前徹底改善，否則將日罰新臺幣50萬元並回溯一週起算[23]。7月30日，高公局認定遠通轉置工作已經完成，但因為其中有一封任用信寄送錯誤，經緊急補件後，按違約9日每日新臺幣50萬元計算，開罰新臺幣450萬元；對此，遠通認為不符合比例原則，循契約爭議協調程序送交協調委員會處理[24][25]。
- 2014年9月22日，自救會至行政院人事行政總處抗議，批評政府以臨時、約聘僱人員、派遣工等進用人力取代正式人力的政策[26]。
- 2014年10月25日早上10點多，自救會於中壢交流道附近下車，走在國道路肩，以6步1跪的方式抗議，國道警察也前往管制交通，阻擋群眾繼續前進，並舉牌警告行為違法，大量的警力圍堵群眾卻造成該處國道路段壅塞，中午12點半左右，抗議者被驅離並抬上接駁車送離現場[27]。事後警方依公共危險罪嫌移送偵辦，2015年10月13日桃園地檢署調查指出，警方事先掌握情資，且將抗議車輛與人群控制在輔助車道，清出內側2個車道供車輛通行，並未阻斷國道通行或造成往來車輛危險，偵結將106人均以不起訴處分。2016年1月11日，桃園地院法官錢建榮判決，以

1. 警方應可當場舉發，卻採用逕行舉發方式，違背正當法律程序。
2. 癱瘓國道行為是象徵性言論，應受言論自由保障，行政處罰應限縮退讓。
3. 此次抗議屬和平集會，受兩公約施行法保障等理由，認定裁罰的63萬6000元罰單無效。並在判決中認為街頭抗爭是基層弱勢或邊緣異議者的政治權利、喧擾與威脅是集會遊行權的本質，要讓示威者有施力的機會，應該包含憤怒、咒罵，乃至某種程度的恫嚇，否則主流不會願意對異議者讓步。[28]

- 2014年11月6日，自救會前往連勝文松山區造勢大會活動抗議，遭到疑似國民黨工驅離，造成自救會至少5人受傷[29]。7日下午自救會前往連勝文競選總部抗議此一事件，連陣營發言人表示對此事件並不清楚[30]。之後自救會陸續開始跟隨馬英九行程及國民黨進行抗議。
  - 11月16日，馬英九出席屏東縣長候選人簡太郎競選總部助選，自救會成員前往抗議[31]。
  - 11月20日，自救會於國民黨中央黨部前展開無限期絕食行動，下午4點多被警方強制驅離後[32]，改在交通部前夜宿並持續絕食。
  - 11月21日，自救會上午前往連勝文競選總部抗議，晚間前往國民黨「中正區團結愛國之夜」選舉造勢晚會(南機場夜市)欲表達訴求，雙方爆發推擠衝突，過程中有自救會成員遭現場民眾追打[33]。
  - 11月22日，自救會前往凱達格蘭大道國民黨「挺到底」造勢活動，但被警力人牆隔開無法進入[34]。同日，馬英九出席桃園市長候選人吳志揚造勢晚會，自救會也前往抗議[35]。
  - 11月23日，馬英九出席台中國家歌劇院落成剪綵典禮，自救會前往抗議[36]。
- 11月22日馬英九出席新竹市長候選人許明財造勢晚會，遭黑色島國青年陣線成員魏揚丟橘子，魏揚並高喊「只顧選舉，不顧勞工」，遭警察上銬帶回派出所填寫資料後釋回，事後魏揚宣稱丟橘嗆馬是「為國道收費員丟出的」[37]。
- 11月25日，自救會與交通部在新北市政府舉辦調解會未達成共識，會後近50名成員到台北車站高鐵第一月台的第8車廂處靜坐抗議，高鐵則將列車調度至第二月台開車，旅客未受影響。自救會靜坐至晚間7時40分許解散，揚言交通部不出面，選前將再度抗議[38]。
- 11月27日下午1點半，自救會召開記者會控訴交通部，過程中抗議民眾突然衝破警方防線，雙方爆發嚴重肢體衝突，並造成多人受傷，至少有4名抗爭者因而送醫。下午4點半，自救會再度召開記者會，聲明指控許多聲援者在抗爭過程遭蛇龍割傷，警方卻不斷挑釁收費員，甚至將6名聲援者拖入人牆內毆打，致聲援者嚴重受傷[39]。
- 11月28日下午4點，自救會3名絕食者與另5名成員，爬上台北東湖附近的ETC收費門架，而為了防止自救會成員及支援者爬上國道癱瘓交通，警方也出動大批警力及救生器材到現場，因而造成塞車。抗議行動直到夜間11點，才因絕食200小時身體不適與失溫等因素，自行撤離[40]。
- 12月1日，江宜樺內閣總辭，自救會到行政院外抗議，要求一同總辭的交通部長葉匡時認錯負責[41]。
- 12月28日，自救會前往葉匡時住家抗議，下午轉至總統官邸；最後近百名收費員佔據官邸門口，遭警方強制驅離[42]。
- 12月29日，適逢事件一周年，PTT卻誤傳有國道收費員自殺消息，經警方查證，該名死者非收費員[43]。
- 2015年1月16日，自救會前往高鐵台北站抗議，因無法進入月台，僅象徵性在高鐵指示燈箱上貼上封條，20分鐘後離去[44]。
- 1月19日，自救會至國民黨部抗議，新任國民黨主席朱立倫允諾將安排時間會面[45]
- 1月28日，自救會分別到交通部前部長葉匡時家前及交通部抗議，要求新任交通部長陳建宇出面，交通則派出人事科長吳俊霖接受陳情，但後來由於警方欲強制將他拉回交通部，而與自救會爆發肢體衝突，過程中並造成一名自救會成員因壓傷而送醫[46][47]。
- 2月12日，自救會到行政院門口抗議，行政院無人出現回應，自救會停留約半小時後解散離去[48]。
- 3月16日早上，國道收費員自救會前往行政院院長毛治國住處靜坐抗議，警方舉牌並抬離闖入大樓內之抗議成員，而後警方逮捕3名自救會成員。[49]隨後交通部發布新聞搞，認為收費員歷次抗爭活動，正逐漸模糊焦點並轉向不理性抗爭，對於協助收費員安置就業未見幫助，並呼籲相關訴求應以和平理性方式提出[50]。
- 8月，台灣國際勞工協會研究員吳靜如因為2014年6月13日佔據國道行動，與全國關廠工人連線成員毛振飛、國道收費員自救會會長林碧煌等人，被以《中華民國刑法》「壅塞道路致生往來危險罪」起訴。[51]
- 10月7日，檢察官針對台灣國際勞工協會研究員吳靜如違反集會遊行法一事不起訴。因2014年6月13日佔據國道一號林口匝道的行動，當時發表演說的台灣國際勞工協會研究員吳靜如，被警方認為有違反集會遊行法的違法不解散罪的罪嫌，但新北地檢署勘驗現場蒐證畫面後，認為警方只有「警告」及「命令解散」，沒有為舉牌制止，是以吳靜如並未違反集會遊行法「經制止而不從」的規定，予以不起訴。[51]在同一日，國道收費員前往國民黨黨部抗議，批評國民黨「只顧選舉不顧勞工」，並一度與在國民黨黨部前「挺柱」的支持者發生衝突。[52]

- 2016年8月16日，行政院由院長林全親自主持與各領域社運團體之座談會。針對勞工七天國定假日議題，勞動部次長郭國文不願意正面承諾撤除行政院版《勞基法》修法草案，甚至還說本年1月4日總統蔡英文向2016工鬥連線承諾的「不損及勞工權益」是沒有共識；而針對國道收費員抗爭事件，郭國文暗批國道收費員自救會不願意坐下來好好談，2016工鬥連線代表向林全反映郭國文此言，郭國文才立即表示馬上會與國道收費員自救會協商[53]。同日，行政院政務委員林萬億、勞動部部長郭芳煜與國道收費員自救會簽署國道收費員補償方案協議。
- 2016年8月19日，林全接受媒體專訪證實，政府與國道收費員自救會協商達成共識。林全表示國道收費員補助案整體金額會牽涉到自救會有多少員額，所以金額估計只是一個概估的數字，目前媒體上報導的數字「也大約就是我們概估的一個數字」，可能就是新臺幣5億元多、不會超過6億元，遠通負擔1/3的責任，承擔在新臺幣2億元的範圍之內。[54][55]
- 2017年2月24日，國道收費員自救會與桃園市空服員職業工會聯合舉行「反搭便車反打壓大遊行」，群眾批評，蔡英文政府向工運團體給出承諾，卻在與工運團體達成協議後屢次跳票，是在打壓工運抗爭的勢力，刻意操作「你們去爭，爭不到你倒楣，爭到時別人也可以分到」[56]。國道收費員自救會秘書郭冠均說，民進黨藉由搭便車的手段來打擊工運，更懂得利用輿論戰和一切資源來打擊工運[57]。
- 2017年5月15日，國道收費員自救會發動「舉牌、苦候」行動，在凱達格蘭大道旁紮營，每天上午高舉「履行協議」立牌繞行總統府前的公園路口，要求蔡英文政府履行國道收費員補償方案協議。國道收費員自救會會長孫秀鑾說，蔡英文政府曾經與自救會簽署此協議，但蔡英文政府至今沒有履行此協議，自救會將會堅持抗爭到底[58]。
- 2017年5月28日，蔡英文出席2017臺北國際龍舟錦標賽聲援民進黨龍舟隊，國道收費員自救會在場外靠近舞台後方的草地上高舉布條高呼「蔡英文，履行協議」，維安人員立即上前拉扯布條並阻止自救會繼續靠近，蔡英文順利上台向參賽人員致意後離去。孫秀鑾批評，蔡英文「跳票了卻不出來說話」，自救會覺得遭蔡英文政府欺騙，自救會將「如影隨形，抗爭到底」[59]。
- 2017年8月17日，國道收費員自救會向臺北高等行政法院提起行政訴訟，控告蔡英文政府違反國道收費員補償方案協議之承諾，希望確認國道收費員補償方案協議的行政契約效力。國道收費員自救會顧問陳素香抨擊，林萬億在蔡英文授意下簽了國道收費員補償方案協議，事後跳票卻改口說他是以個人身分簽的；林萬億甚至威脅自救會，如果他下台，他就不能再替勞工做事[60]。
- 2018年1月9日，國道收費員補償方案協議行政訴訟第一次開庭，行政院答辯狀宣稱，國道收費員補償方案協議為君子協定，林萬億簽署協議時並無實權[61]。
- 2018年11月21日，蔡英文出席民進黨臺北市市長候選人姚文智造勢晚會，遭國道收費員自救會成員抗議「蔡總統，妳知道國道收費員案還未解決嗎」。國道收費員自救會表示，蔡英文政府宣稱解決國道收費員案，實則國道收費員補償方案協議跳票未履行，卻拖延、擺爛、耍無賴；簽完協議至今已兩年多，爭議仍未解決，蔡英文卻不聞不問；本日抗議行動是為了告訴大家，蔡英文政府的白紙黑字協議都會跳票[62]。
- 2019年8月16日，國道收費員自救會在總統府前繞行多圈抗議，高喊「蔡英文，出庭作證」、「要連任，先面對」，要求蔡英文儘快履行國道收費員補償方案協議，否則2020年中華民國總統選舉前將如影隨形跟著蔡英文抗爭。孫秀鑾說，國道收費員自救會目前有會員287人、所有會員都沒有領完補償，這個案子尚未執行完成，蔡英文政府不應該言而無信、欺騙國道收費員。台灣國際勞工協會成員陳秀蓮表示，國道收費員自救會抗爭時，國民黨無法解決問題；民進黨上台後與收費員簽下協議，蔡英文引為政績，實際上蔡英文政府沒有履行協議，「選前騙票，選後當小人」[63]。
- 2019年9月17日，國道收費員補償方案協議行政訴訟第四次開庭。陳秀蓮表示，蔡英文曾說解決國道收費員案是政黨輪替的意義，但連協議都能跳票，「這是政黨輪替的意義，還是政客騙票的意義」[64]。
- 2019年11月2日，國道收費員自救會發起10公里「抗爭馬拉松」宣示行動，從交通部跑到民進黨中央黨部，抨擊蔡英文「撿社運芒果」當選總統、為求連任而賣弄「芒果乾」（亡國感）、仍然不願履行國道收費員補償方案協議，最後表示將抗爭到底、持續要求蔡英文履行協議。全程跑完者之一、前《人間雜誌》攝影記者蔡明德表示，他見證台灣多年來政黨輪替與民進黨成立過程，沒想到蔡英文政府執政後的民進黨離勞工越來越遠、離財團越來越近[65]。
- 2019年12月16日，喜樂島聯盟發言人張君瑜表示，在蔡英文利用國家資源與眾多網紅相互拉抬的同時，國道收費員希望蔡英文實現承諾的抗爭被警察無情鎖在兩百公尺外[66]。
- 2019年12月19日，國道收費員補償方案協議行政訴訟，臺北高等行政法院一審判決國道收費員自救會敗訴。一審判決認定，國道收費員自救會不屬於《行政訴訟法》所稱「非法人之團體」，故不具有行政訴訟當事人能力；國道收費員補償方案協議並非行政契約，而僅是「行政決定前的準備作業行為」[67]。孫秀鑾駁斥，國道收費員自救會有獨立財產與辦公室，也有舉辦選舉；國道收費員補償方案協議是蔡英文政府與自救會簽下的白紙黑字協議，一審判決是「把政府誠信放在地上踩」。吳靜如質疑，如今蔡英文政府翻臉不認國道收費員補償方案協議，是「背棄政府和人民的約定」。國道收費員自救會轉往蔡英文全國競選總部要求蔡英文履行協議，自救會成員約20人佔領總部大廳約一小時。在蔡英文全國競選總部大廳採訪的焦點事件記者王子豪與苦勞網特約記者唐佐欣被警察強行拉扯出總部大廳，唐佐欣遭小英教育基金會董事兼蔡英文全國競選總部「小英志工團」團長陳義丕辱罵三字經[68]。國道收費員自救會發布聲明〈歷史會記住蔡英文卑鄙的一頁〉，砲轟蔡英文政府「誠信崩壞」、「玩弄收費員，誆騙政績」[69]。
- 2019年12月20日，2020工鬥強調，主權問題與勞工問題都很重要，蔡英文應面對並解決國道收費員案。毛振飛說，現在蔡英文政府都要結束任期了，國道收費員補償方案協議仍然被當成廢紙未履行，「好像碰見詐騙集團」；如果蔡英文政府再不解決國道收費員案，國道收費員自救會將再上國道、甚至臥軌抗爭[70]。
- 2019年12月24日，孫秀鑾表示，國道收費員自救會佔領蔡英文全國競選總部大廳事件後，民進黨支持者網路霸凌當時在總部大廳採訪的媒體記者，不討論蔡英文政府跳票，反而轉移焦點到自救會成員毀損總部大廳物品，甚至惡意攻擊自救會顧問團成員桃園市產業總工會，扭曲自救會抗爭的訴求與目的。孫秀鑾表示，國道收費員自救會從未要求「禁搭便車」，只要求按照國道收費員補償方案協議保障會員權益，「如何處理非會員，我們不予置評」。最後，孫秀鑾強調，如果政黨為了勝選而完全不把「政府誠信」放在眼裡，「人民只好繼續拚命」[71]。

### 2020年之後
- 2020年1月4日，2020工鬥發起「全國勞工大遊行」，提出勞工政策七大訴求，「立即解決國道收費員案」為七大訴求之一。遊行至蔡英文全國競選總部前，國道收費員自救會演出行動劇，批評蔡英文政府官員未履行國道收費員補償方案協議[72]。
- 2020年1月9日凌晨，國道收費員自救會突襲蔡英文全國競選總部，在騎樓柱子上張貼以國道收費員補償方案協議為底圖的抗議貼紙「協議變壁紙」。張貼貼紙者4人被警察以現行犯逮捕，正在拍照的王子豪被警察摔倒在地、搶奪錄音筆與相機[73][74][75]。勞動部表示，勞動部尊重國道收費員自救會表達訴求權利，但過程應該理性、和平[76]。
- 2020年1月10日下午，蔡英文與民進黨立委余天競選車隊在新北市三重區掃街拜票，國道收費員自救會在拜票路線旁公寓頂樓與人行道上拉起抗議布條「蔡英文跳票」，王子豪舉起相機拍照時被警察妨礙採訪。在蔡英文車隊經過多時後，在人行道上拉布條抗議的自救會成員仍然被警察包圍拘束行動[77][78][79]。

## 外部連結
- 國道收費員自救會的Facebook專頁
- 國道收費員事件懶人包（页面存档备份，存于）
- 國道收費員回應交通部懶人包（页面存档备份，存于）
- 國道收費員回應遠通電收懶人包（页面存档备份，存于）